# Toshihiro Yoshimura
Toshihiro Yoshimura (jap. 吉村 寿洋, Yoshimura Toshihiro; * 28. Juni 1971 in der Präfektur Shizuoka) ist ein ehemaliger japanischer Fußballspieler.

## Karriere
Yoshimura erlernte das Fußballspielen in der Schulmannschaft der Tokai University Daiichi High School. Seinen ersten Vertrag unterschrieb er 1990 bei Yamaha Motors (heute: Júbilo Iwata). Der Verein spielte in der höchsten Liga des Landes, der Japan Soccer League. 1993 wurde er mit dem Verein Vizemeister der Japan Football League und stieg in die J1 League auf. 1994 erreichte er das Finale des J.League Cup. Für den Verein absolvierte er 17 Spiele. 1995 wechselte er zum Zweitligisten Vissel Kōbe. 1996 wurde er mit dem Verein Vizemeister der Japan Football League und stieg in die J1 League auf. Für den Verein absolvierte er 87 Spiele. 1998 wechselte er zum Zweitligisten Ōita Trinity (heute: Ōita Trinita). Am Ende der Saison 1999 stieg der Verein in die J2 League auf. Für den Verein absolvierte er 125 Spiele. Ende 2001 beendete er seine Karriere als Fußballspieler.

## Erfolge
Júbilo Iwata
- J.League Cup

Finalist: 1994